# Algarinejo
Algarinejo település Spanyolországban, Granada tartományban. Algarinejo Loja, Priego de Córdoba, Zagra, Iznájar és Montefrío községekkel határos. Lakosainak száma 2335 fő (2024).

## Népesség
A település népessége az elmúlt években az alábbi módon változott:
| Lakosok száma | 4801 | 4268 | 4078 | 3705 | 3413 | 2875 | 2734 | 2520 | 2440 | 2335 |
|               | 2001 | 2004 | 2006 | 2009 | 2011 | 2014 | 2016 | 2019 | 2021 | 2024 |